# Herpolitha limax
Herpolitha limax är en korallart som först beskrevs av Eugen Johann Christoph Esper 1797.  Herpolitha limax ingår i släktet Herpolitha och familjen Fungiidae. IUCN kategoriserar arten globalt som livskraftig. Inga underarter finns listade i Catalogue of Life.

## Bildgalleri

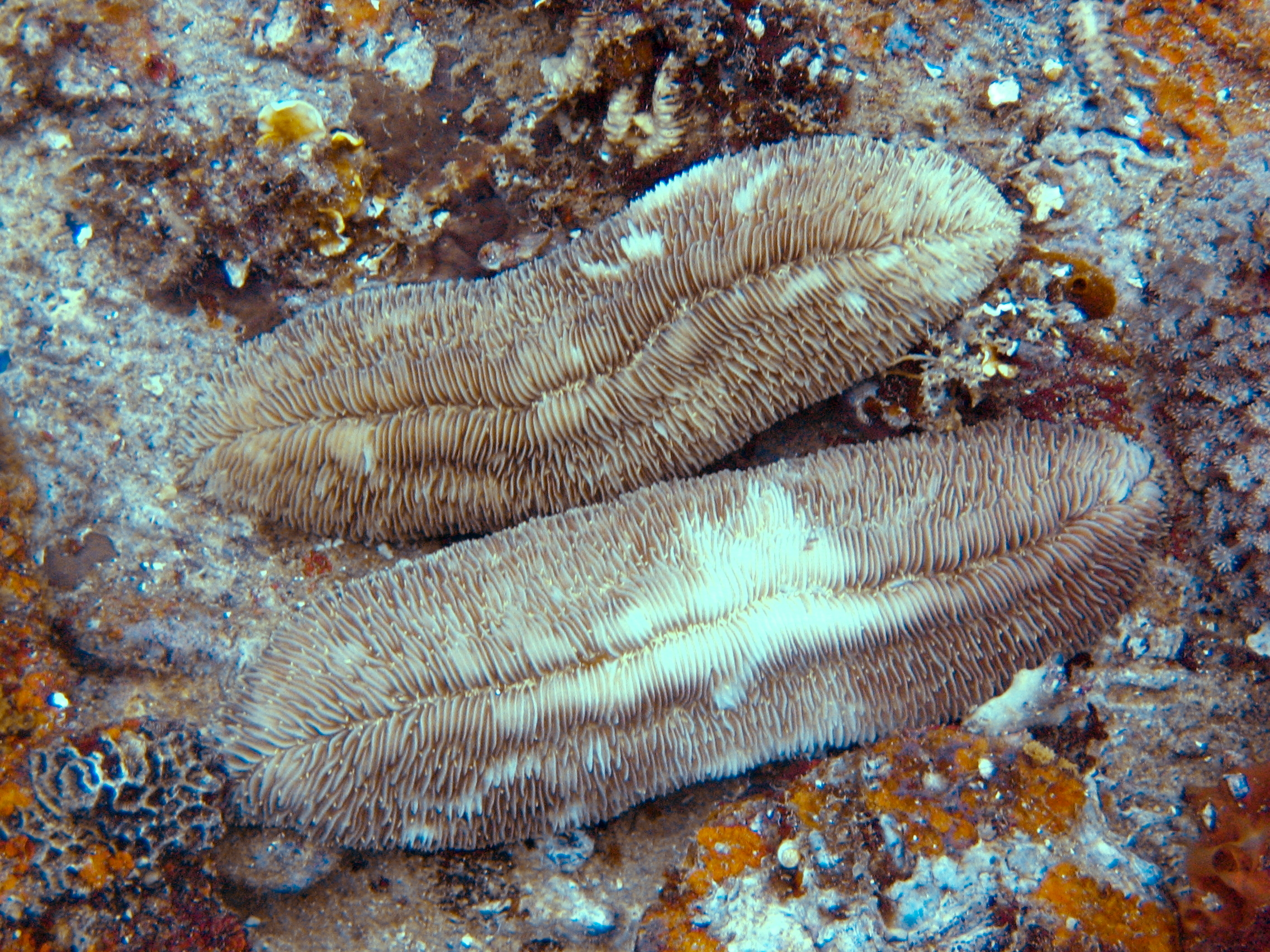
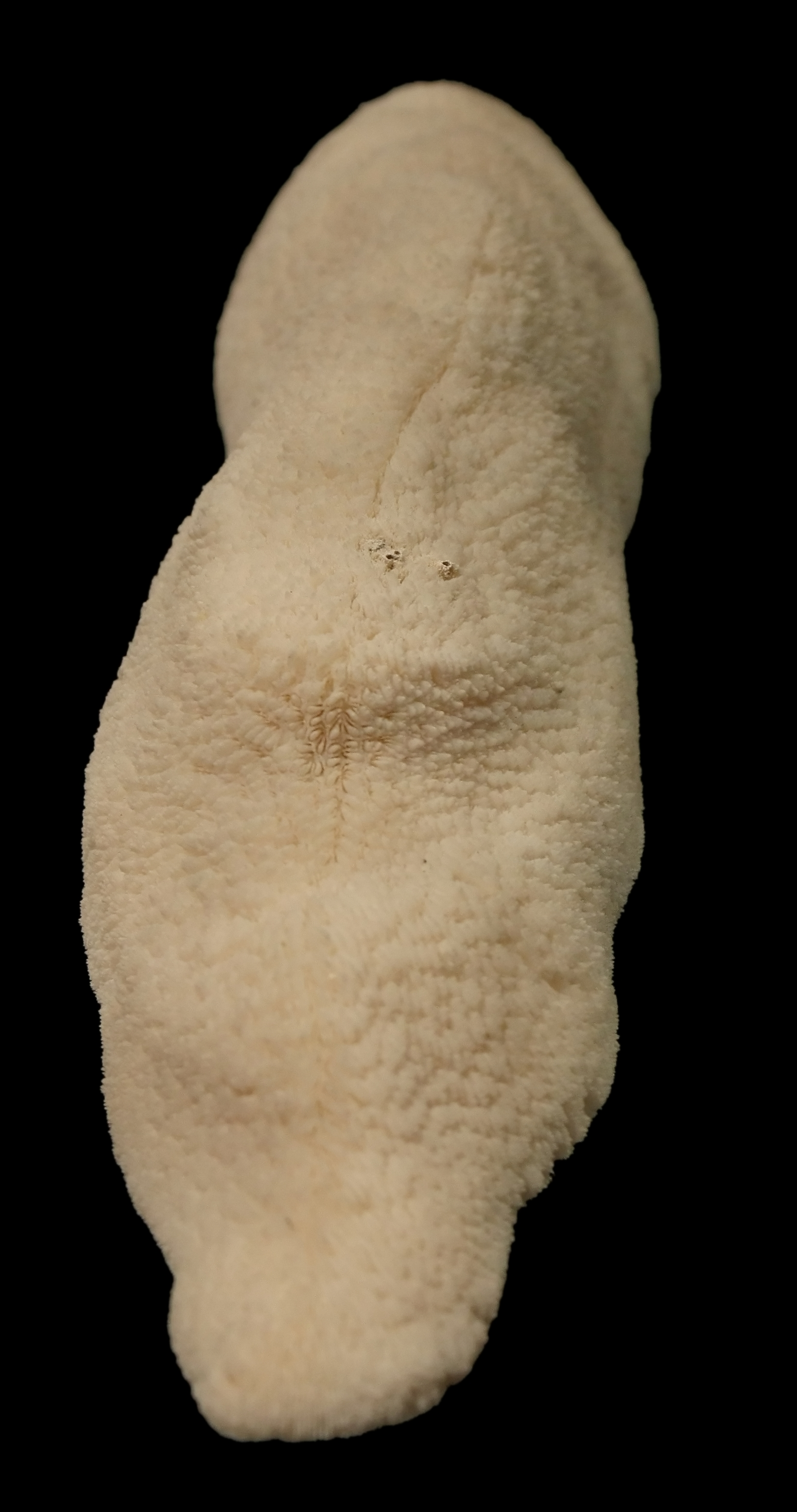